# DECnet
DECnet bezeichnet eine Gruppe von Netzwerkprotokollen, die die Firma Digital Equipment Corporation (kurz DEC) im Jahr 1975 eingeführt hat, um ihre Minicomputer zu vernetzen, und die in ihrer Gesamtheit als DIGITAL Network Architecture (DNA) bezeichnet werden. DECnet wurde kompatibel zu Ethernet, X.25 und IBMs SNA gemacht, so dass sich damit auch die DEC-Rechner mit Computern anderer Hersteller vernetzen lassen.
Digital portierte DECnet auf Ultrix, den Apple Macintosh und IBM-kompatible PC mit DOS oder Windows unter dem Produktnamen DEC Pathworks (später auch Advanced Server). Diese Systeme werden als DECnet-Endknoten in ein VAX-Netzwerk integriert.
Eine Open-Source-Implementierung für das freie Betriebssystem Linux existiert ebenfalls. Diese gilt jedoch seit 2010 als verwaist und könnte in zukünftigen Linux-Versionen entfernt werden.[veraltet]

## Entwicklungsgeschichte
- 1974: Phase I – beschränkt auf zwei direktverbundene PDP-11 unter RSX-11
- 1976: Phase II – Netzwerke mit bis zu 32 Knoten, Unterstützung für TOPS-10, TOPS-20 und RSTS/E
- 1980: Phase III – Netzwerke mit bis zu 255 Knoten
- 1982: Phase IV – Netzwerke mit bis zu 64.449 Knoten (63 Bereiche mit je 1023 Knoten), für die Betriebssysteme RSX-11 und VMS
- 1987: Phase V – Unterstützung für sehr große Netzwerke (unlimitierte Anzahl von Knoten)

## Protokolle
DECnet verwendet auf Schicht 2 (OSI-Modell) außer Ethernet auch das hauseigene DDCMP (Digital Data Communications Message Protocol), das funktionell HDLC sehr ähnlich ist, sich aber in Formaten und Abläufen davon unterscheidet. Für Schicht 3 und 4 gibt es das zusammenfassende NSP (Network Service Protocol), das auch Funktionen zum Auf- und Abbau von Verbindungen enthält, zum Routing, zur Flusskontrolle und zur Fehlerbehebung (z. B. das Maintenance Operations Protocol, MOP). Die drei unteren DECnet-Schichten werden zusammenfassend als Transport Subsystem bezeichnet. Darauf sitzt eine Dialog-Schicht mit benutzerorientierten Diensten wie beispielsweise File Transfer.
DECnet Phase IV Protokollstapel
| Anwendung   | Netzwerkanwendung – DAP: Data Access Protocol, CTERM: Command Terminal                              | Netzwerkmanagement                                                                                  | |                                                                              |                                                                              |
| Darstellung | Netzwerkanwendung – NICE: Network Information Control Exchange, MOP: Maintenance Operation Protocol | Netzwerkanwendung – NICE: Network Information Control Exchange, MOP: Maintenance Operation Protocol | Netzwerkanwendung – NICE: Network Information Control Exchange, MOP: Maintenance Operation Protocol |                                                                              |                                                                              |
| Sitzung     | Sitzungssteuerung – SCP: Session Control Protocol                                                   | Sitzungssteuerung – SCP: Session Control Protocol                                                   | Sitzungssteuerung – SCP: Session Control Protocol                                                   | Sitzungssteuerung – SCP: Session Control Protocol                            | Sitzungssteuerung – SCP: Session Control Protocol                            |
| Transport   | End Communications – NSP: Network Service Protocol                                                  | End Communications – NSP: Network Service Protocol                                                  | End Communications – NSP: Network Service Protocol                                                  |                                                                              |                                                                              |
| Netzwerk    | Routing – DRP: DECnet Routing Protocol                                                              | Routing – DRP: DECnet Routing Protocol                                                              | Routing – DRP: DECnet Routing Protocol                                                              |                                                                              |                                                                              |
| DataLink    | DataLink – Ethernet oder DDCMP: Digital Data Communications Message Protocol                        | DataLink – Ethernet oder DDCMP: Digital Data Communications Message Protocol                        | DataLink – Ethernet oder DDCMP: Digital Data Communications Message Protocol                        | DataLink – Ethernet oder DDCMP: Digital Data Communications Message Protocol | DataLink – Ethernet oder DDCMP: Digital Data Communications Message Protocol |
| Physical    | Physical                                                                                            | Physical                                                                                            | Physical                                                                                            | Physical                                                                     | Physical                                                                     |